# نافورة دبي

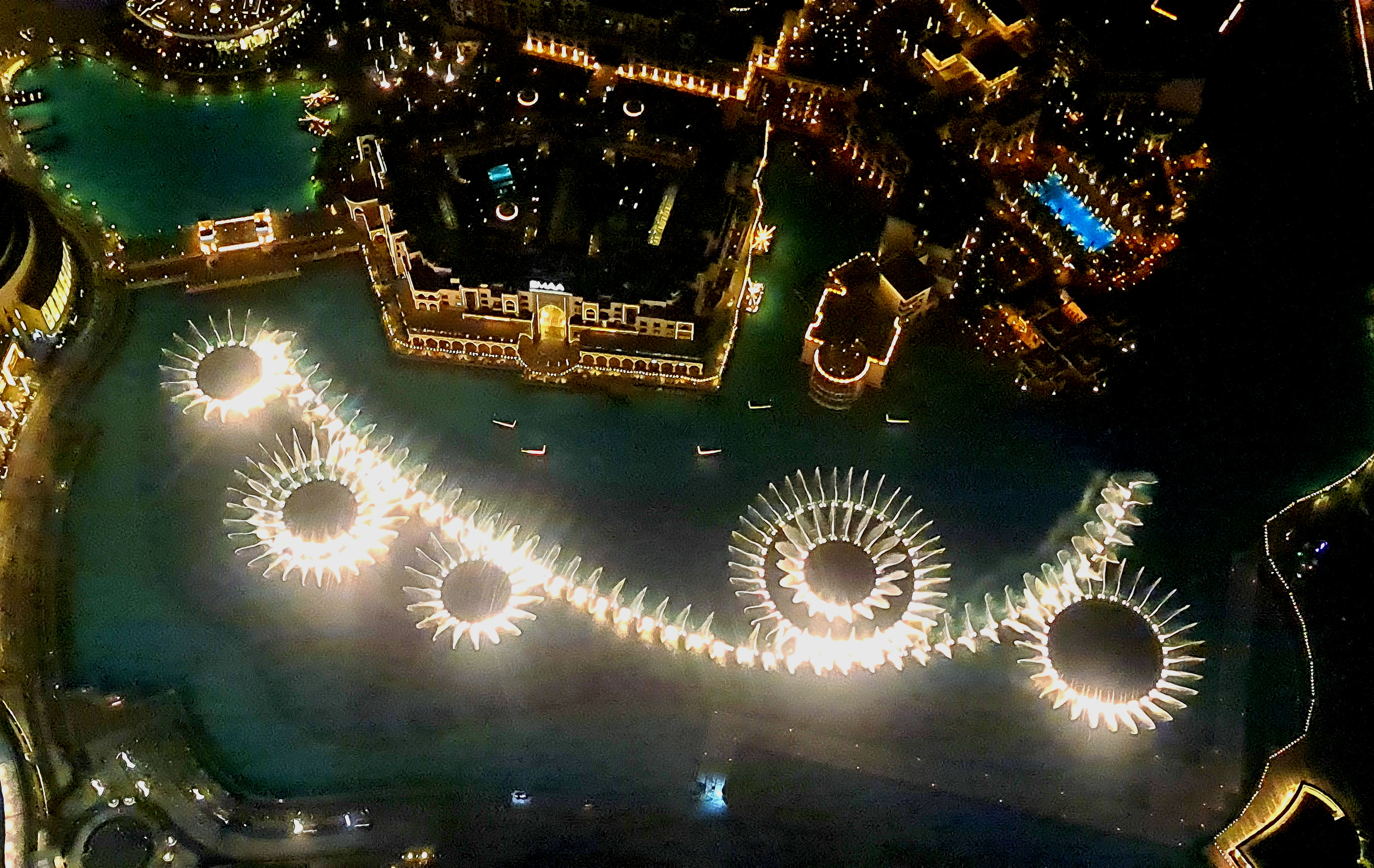
عرض من عروض نافورة دبي

نافورة دبي هي أكبر نافورة راقصة بالعالم تقع بمحيط مول دبي أمام برج خليفة بإمارة دبي بالإمارات العربية المتحدة، صممت نافورة دبي باستخدام نظام المياه المتراقصة، وتقع النافورة على بحيرة برج خليفة الاصطناعية التي تمتد على مساحته 30 فداناً في وسط مدينة دبي. صمم هذه النوافير شركة Wet Design ومركزها كاليفورنيا، وهي الشركة المسؤولة عن إدارة نوافير فندق بيلاغيو في وادي لاس فيغاس.

## التصميم
نوافير دبي مزودة بـ 6600 وحدة إنارة و25 جهاز عرض ملون، يبلغ طولها حوالي 275 متراً، وتم تصميمها على شكل خمس دوائر مختلفة الأحجام وقوسين، وتقذف الماء في الهواء لمسافة تصل إلى 240 قدماً باستهلاك يقارب 22 ألف جالون من المياه مصاحبة لمعزوفات موسيقية عربية مثل موسيقى أم كلثوم حيث يتم بثها في النافورة كل ليلة وموسيقى أخرى أجنبية وعالمية. كما يوجد ممشى يمتد على طول 272 مترا فوق البحيرة الاصطناعية ويسمح للضيوف بمشاهدة العرض المائي عن قرب.
بلغت تكلفة إنشاء وتشغيل هذه النوافير حوالي 800 مليون درهم إماراتي أو ما يعادل 218 مليون دولار أمريكي.

نافورة دبي بالقرب من برج خليفة ليلا

نظام التوزيع في نافورة دبي

أختير الاسم بناءً على مسابقة نظمتها شركة إعمار، وأعلنت النتيجة في 26 أكتوبر /تشرين الاول 2009. بدأت عمليات اختبار النوافير في شباط 2009، وتم افتتاحها رسمياً في 8 مايو\أيار 2009 مع مراسم الافتتاح الرسمي لمول دبي.
تراعي   نافورة دبي أصحاب الهمم و يتيح ممشى نافورة دبي الاقتراب حتى تسعة أمتار من العرض، ويمكن للزوار بدء رحلتهم من حديقة البرج أو "بروميناد" نافورة دبي قرب دبي مول.